# Antoni Andrzejewski

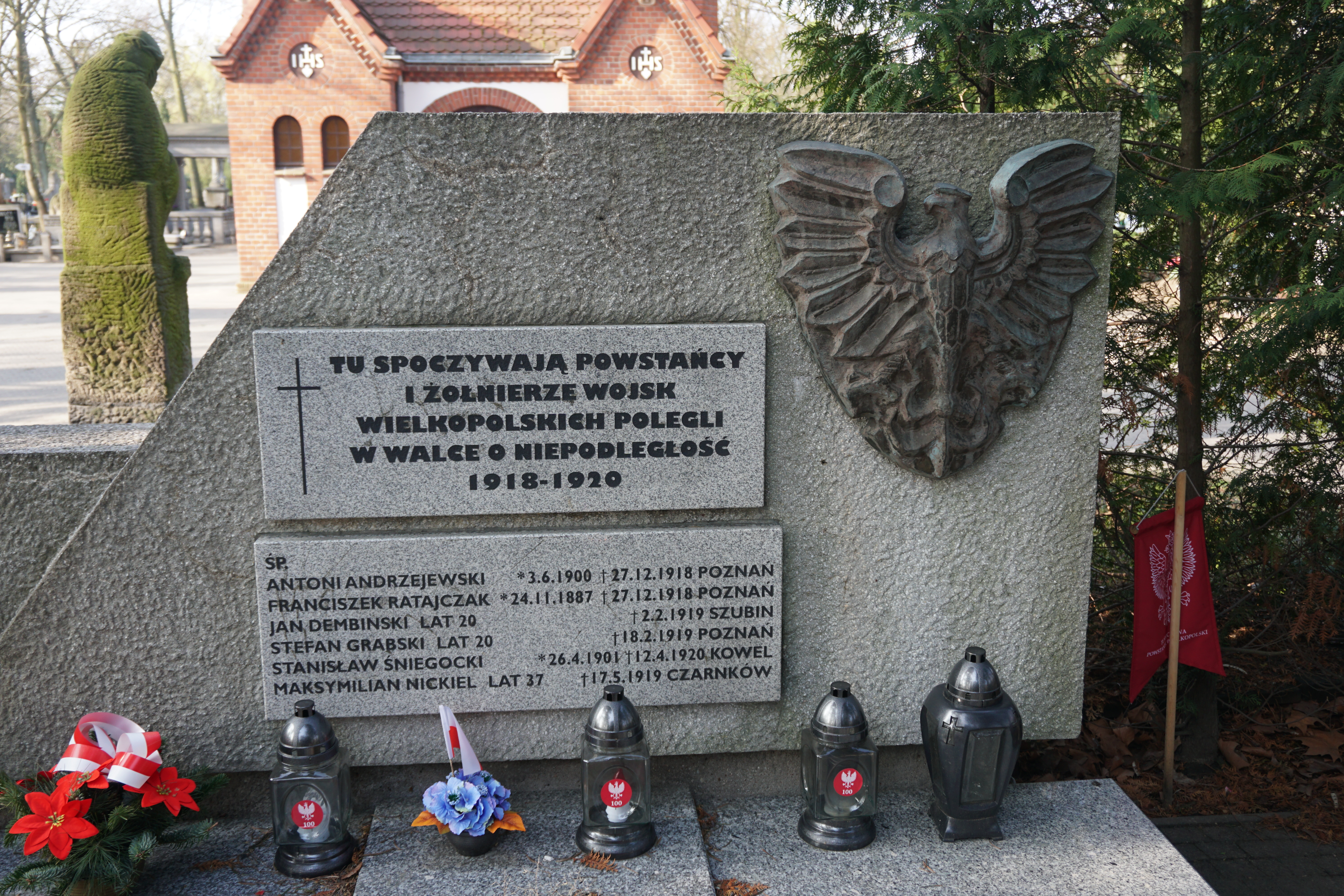
Grobowiec powstańców wielkopolskich na cmentarzu Górczyńskim

Antoni Andrzejewski (ur. 3 czerwca 1900 w Stęszewie, zm. 27 grudnia 1918 w Poznaniu) – powstaniec wielkopolski.

## Życiorys
Najmłodszy z sześciu synów szewca Jana i Wiktorii z Walewskich. W 1901 roku wraz z rodzicami przeprowadził się do Poznania, gdzie później był uczniem górczyńskiej szkoły podstawowej, skautem i aktywnym członkiem łazarskiego Towarzystwa Gimnastycznego „Sokół”. Po zakończeniu nauki w 1915 roku pracował w poznańskich zakładach kolejowych. W 1918 roku wstąpił do Polskiej Organizacji Wojskowej Zaboru Pruskiego i brał udział w przygotowaniu powstania wielkopolskiego. Przydzielony 27 grudnia 1918 roku do 1 łazarskiego plutonu powstańczego, który liczył 48 członków i pod dowództwem Kazimierza Kapturskiego wyruszył na pomoc walczącym powstańcom Śródmieścia. Został ranny pod budynkiem Prezydium Policji i zmarł od ran tego samego dnia. Pochowany jest na cmentarzu Górczyńskim, w obrębie pomnika Powstańców Wielkopolskich (kwatera Iak-6-1).

## Upamiętnienie
Jest wymieniony na grobowcu powstańców wielkopolskich na cmentarzu górczyńskim. Jest też patronem ulicy na poznańskim Górczynie.